# Behrensia
Behrensia là một chi bướm đêm thuộc họ Noctuidae.

## Các loài
- Behrensia bicolor McDunnough, 1941
- Behrensia conchiformis Grote, 1875